# Madžarevo
Madžarevo (mađarski Magyarlaka, kajkavski Medžervo) je naselje u Republici Hrvatskoj, u sastavu Grada Novog Marofa, Varaždinska županija. 

## Stanovništvo
Prema popisu stanovništva iz 2001. godine, naselje je imalo 930 stanovnika te 281 obiteljskih kućanstava.
| broj stanovnika | 628   | 693   | 723   | 825   | 964   | 1092  | 1047  | 1189  | 1181  | 1124  | 1083  | 1095  | 940   | 984   | 930   | 910   | 880   |
|                 | 1857. | 1869. | 1880. | 1890. | 1900. | 1910. | 1921. | 1931. | 1948. | 1953. | 1961. | 1971. | 1981. | 1991. | 2001. | 2011. | 2021. |

## Poznate osobe
- Mijo Ipša, hrvatski političar